# Mzumbe University
Mzumbe University (MU, suahili Chuo Kikuu Mzumbe) – tanzańska publiczna szkoła wyższa, zlokalizowana w Mzumbe, w pobliżu Morogoro. Została założona w 2001 roku.